# Supercopa de Futsal AFA
La Supercopa de Futsal AFA es la competición que inicia la temporada del fútbol sala en Argentina. Participan el campeón de 1.ª División más los campeones de todas las divisiones de ascenso del Campeonato de Futsal AFA, el campeón de la Copa Argentina de Futsal, de la Copa de Plata, de la Liga Nacional de Futsal Argentina y de la Supercopa de la temporada anterior. En caso de que se repita algún campeón, la plaza restante ira para el campeón de la Copa de Oro del año anterior.
El campeón obtiene el derecho a jugar un partido con el campeón de la Copa de Oro del mismo año cuyo ganador clasifica la Fase Final Nacional de la Liga Nacional de Futsal Argentina.

## Forma de disputa
La Copa se juega con el formato de eliminación directa a partido en el mismo estadio.

## Historial
| Año  | Lugar              | Campeón          | Subcampeón        |
| ---- | ------------------ | ---------------- | ----------------- |
| 2017 | Ferro Carril Oeste | Barracas Central | Kimberley         |
| 2018 | Ferro Carril Oeste | Boca Juniors     | Barracas Central  |
| 2019 | Ferro Carril Oeste | Boca Juniors     | Newell's Old Boys |
| 2020 | Ferro Carril Oeste | San Lorenzo      | Nueva Chicago     |
| 2021 | San Lorenzo        | San Lorenzo      | Newell's Old Boys |
| 2022 | Hurlingham         | Boca Juniors     | San Lorenzo       |
| 2023 | Lomas de Zamora    | Boca Juniors     | Almafuerte        |
| 2024 | no se disputó      |                  |                   |
| 2025 | San Lorenzo        | Boca Juniors     | River Plate       |

### Títulos por club
| Equipo            | Títulos | Subtítulos | Años campeón                 | Años subcampeón |
| ----------------- | ------- | ---------- | ---------------------------- | --------------- |
| Boca Juniors      | 5       | 0          | 2018, 2019, 2022, 2023, 2025 |                 |
| San Lorenzo       | 2       | 1          | 2020, 2021                   | 2022            |
| Barracas Central  | 1       | 1          | 2017                         | 2018            |
| Newell's Old Boys | 0       | 2          |                              | 2019, 2021      |
| Kimberley         | 0       | 1          |                              | 2017            |
| Nueva Chicago     | 0       | 1          |                              | 2020            |
| Almafuerte        | 0       | 1          |                              | 2023            |
| River Plate       | 0       | 1          |                              | 2025            |